# Bùi La Nhân
Bùi La Nhân là một xã thuộc huyện Đức Thọ, tỉnh Hà Tĩnh, Việt Nam.
Tên của xã được ghép từ tên của ba xã cũ là Bùi Xá, Đức La và Đức Nhân.

## Địa lý
Xã Bùi La Nhân nằm ở phía bắc huyện Đức Thọ, có vị trí địa lý:
- Phía đông giáp xã Thanh Bình Thịnh và xã Yên Hồ
- Phía tây giáp thị trấn Đức Thọ và các xã Liên Minh, Tùng Châu
- Phía nam giáp xã Lâm Trung Thủy và xã Tân Dân
- Phía bắc giáp xã Quang Vĩnh.

Xã Bùi La Nhân có diện tích 13,61 km², dân số năm 2018 là 6.634 người, mật độ dân số đạt 486 người/km².

## Lịch sử
Địa bàn xã Bùi La Nhân hiện nay trước đây vốn là 3 xã: Đức La, Đức Nhân và Bùi Xá.
Xã Bùi Xá có tên cũ là Kẻ Cầu, trước năm 1954 có 3 thôn: Thượng Tứ, Triều Đông, Hạ Tứ.
Năm 1954, xã được chia thành hai xã: Đức Bùi (gồm thôn Thượng Tứ và thôn Triều Đông) và Đức Xá (thôn Hạ Tứ).
Ngày 23 tháng 12 năm 1978, sáp nhập hai xã Đức Bùi và Đức Xá thành xã Bùi Xá.
Trước khi sáp nhập, xã Bùi Xá có diện tích 6,05 km², dân số là 2.899 người, mật độ dân số đạt 479 người/km², có 4 thôn. Xã Đức La có diện tích 3,32 km², dân số là 1.486 người, mật độ dân số đạt 448 người/km², có 2 thôn: Đông Đoài, Quyết Tiến. Xã Đức Nhân có diện tích 4,24 km², dân số là 2.249 người, mật độ dân số đạt 530 người/km².
Ngày 21 tháng 11 năm 2019, Ủy ban Thường vụ Quốc hội ban hành Nghị quyết số 819/NQ-UBTVQH14 về việc sắp xếp các đơn vị hành chính cấp xã thuộc tỉnh Hà Tĩnh (nghị quyết có hiệu lực từ ngày 1 tháng 1 năm 2020). Theo đó, sáp nhập toàn bộ diện tích và dân số của ba xã: Bùi Xá, Đức La, Đức Nhân thành xã Bùi La Nhân.